# MiG-29: Soviet Fighter
O jogo MiG-29: Soviet Fighter é um shoot 'em up desenvolvido pela Codemasters em 1989 que foi lançado em vários sistemas. Foi também criada uma versão não licenciada para a NES pela Camerica.

## Jogabilidade
O jogador assume o papel de um piloto de um MiG-29 da URSS. O objetivo do jogo é derrotar o World Terrorist Army. É idêntico em estilo ao jogo After Burner da Sega. Os cartuchos do jogo MiG-29 para a NES têm um pequeno seletor por trás, que permite que sejam compatíveis tanto com consolas dos EUA como com Europeias.

## Desenvolvimento
A versão original do jogo foi programada por Richard Chaney para o ZX Spectrum, enquanto este frequentava a Wolfreton School, Hull, no Reino Unido, como aluno. Posteriormente a Codemasters atualizou os gráficos e o som. Os dez nomes que vêm na tabela de high scores do jogo, foram de alunos que frequentavam a mesma escola de Richard Chaney, colegas do mesmo, revelando assim uma referência pessoal dada pelo autor.